# Wilbur Lake (Tennessee)
Wilbur Lake (auch Wilbur Reservoir) ist ein kleiner Stausee am Watauga River im Nordosten von Tennessee, Vereinigte Staaten. 
Er befindet sich östlich von Elizabethton im Carter County, kurz bevor der Watauga River die Iron Mountains, einen Appalachen-Bergzug, verlässt.
Der Stausee entstand durch den von 1909 bis 1912 errichteten Wilbur Dam. Diese Beton-Staumauer ist 23,2 m hoch und 114,3 m lang, der See hat eine Fläche von 29 ha. Die Talsperre dient der Stromerzeugung und hat vier Generatoren mit einer Leistung von 11 MW. Seit 1945 ist die Anlage im Besitz der Tennessee Valley Authority (TVA).
Wenige Kilometer oberhalb des Wilbur Lakes stellte die TVA 1948 den wesentlich größeren Watauga Dam fertig. Der dort entstandene Watauga Lake ist mit 26 km² fast 90-mal größer als der Wilbur Lake. 